# Діонкунда Траоре
Діонкунда Траоре (фр. Dioncounda Traoré; нар. 23 лютого 1942, Каті) — малійський політик та математик, міністр у 1992—1997 роках, голова партії «Альянс за демократію в Малі — Панафриканська партія за свободу, солідарність і справедливість» з 2000 року. Президент Національної Асамблеї від 3 вересня 2007 року. Після перевороту, президент з 12 квітня 2012 року до 4 вересня 2013.

## Життєпис
Діонкунда Траоре народився в 1942 році в місті Каті, де також почав свою освіту. У 1961 році він закінчив середню школу, ліцей Террассон де Фужер в Бамако. У 1962, вивчав річний курс російської мови в Москві. У 1964—1965 роках навчався на факультеті механіки і математики в Московському університеті, а потім у 1965—1970 роки на факультеті наук алжирського університету M'Hamed Bougara Boumerdes. У 1970—1973 рік навчався в аспірантурі математики. За цей час він також викладав у Вищій школі в Алжирі . З 1973—1975, був асистентом на факультеті наук, Університету M'Hamed Bougara Boumerdes. У 1995—1997, отримав докторський ступінь в Університеті Ніцци — Софії Антиполіс у чистій математиці.
У 1977, повернувся в Малі, де влаштувався на роботу професором коледжу навчання Вищої нормальної школи в Бамако (1977—1980). У свою профспілкову діяльність був заарештований і поміщений у в'язницю режимом президента Муси Траоре.
У 1982, став професором математики в середній школі Ecole Nationale d'Ingénieur (ENI) в Бамако. У 1991—1992, виконував функції його директора. На початку 90-х років вступив до діючої в підпіллі політичного руху Альянс за демократію в Малі-Африканської партії за солідарність і справедливість (Alliance pour la Démocratie en Mali-Parti Pan-Africain pour la Liberté, la Solidarité et la Justice, ADEMA-PASJ), що протистояла політиці президента Траоре. Після повалення Траоре в результаті військового перевороту в березні 1991 року були організовані в країні в наступному році вільні парламентські і президентські вибори, в яких перемогла ADEMA. У 1992—1993, займав посаду міністра державного управління, праці і модернізації управління. У 1993—1994 роки був державним міністром і міністром оборони, а у 1994—1997, державний міністр і міністр закордонних справ.
У 1997 році став депутатом Національних Зборів в окрузі Нара. Протягом строку дії парламенту (1997—2002) був головою парламентської фракції ADEMA-PASJ. У жовтні 2000 року він був обраний головою партії. На виборах в липні 2002 року, втратив місце в парламенті. У наступні вибори в червні 2007 року знову увійшов до його складу. 3 вересня 2007 він був обраний головою Національних зборів, отримавші 111 з 145 голосів. 30 липня 2011 номіновано партією як кандидат на президентських виборах, призначених до перевороту на 29 квітня 2012.
З початком перевороту в Малі, 21 березня 2012 наніс візит в Буркіна-Фасо. Військова хунта на чолі з капітаном Амаду Саного оголосила про призупинення дії всіх установ республіки, в тому числі Національних зборів і захоплення влади в країні. Рішення діяло до 6 квітня 2012 року, під тиском з боку ЕКОВАС і наступу туарегів на півночі Малі, хунта погодилася на передачу влади в руки цивільних осіб. Згідно з угодою, Траоре зайняв посаду тимчасового президента, який відповідно до положень Конституції передбачає президентську владу сумісництво з посадою спікера. Його головним завданням було організувати вільні вибори по всій країні протягом 40 днів.
7 квітня 2012 він повернувся в Малі, заявивши, що його першочерговим завданням буде створення нових державних інститутів для врегулювання ситуації на півночі країни. 12 квітня 2012 був офіційно приведений до присяги як тимчасовий президент країни. 21 травня 2012 в результаті нападу протестувальників на президентський палац в Бамако, Діонкунда був побитий до втрати свідомості, отримав черепно-мозкову травму і був доставлений до лікарні. Троє нападників було вбито силами безпеки.